# Нектарники

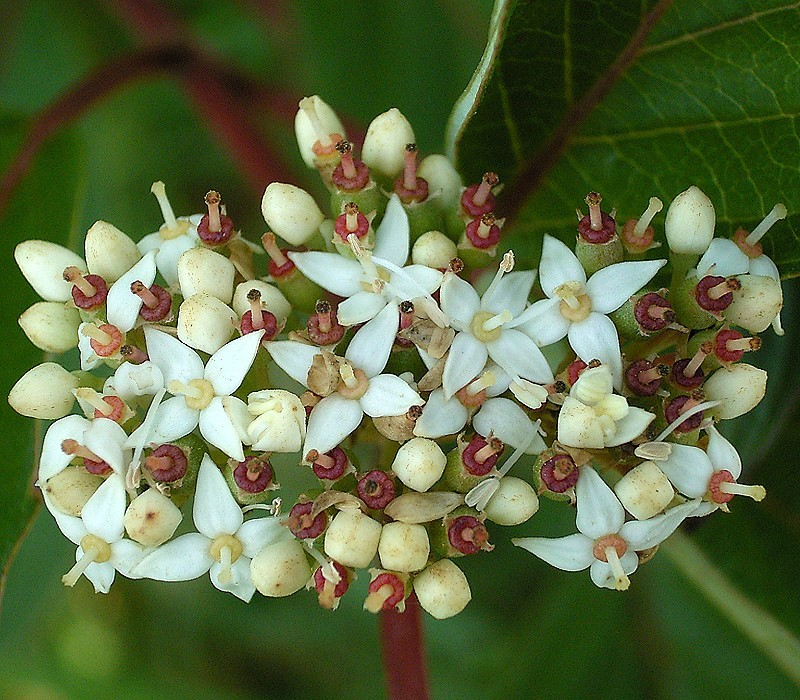
Флоральные нектарники Кизил белый|кизила белого (Cornus alba)

Некта́рники, или медовики — медовые желёзки растений, выделяющие сахаристый сок — нектар. Внешние выделительные структуры, обычно расположенные в цветке (флоральные нектарники) и выделяющие сладкий сок, служащий приманкой для животных-опылителей, чаще всего насекомых. Иногда нектарники формируются вне цветка, на вегетативных органах (так называемые экстрафлоральные нектарники).
Флоральные нектарники у двудольных могут находиться у основания тычинок (паслёновые, яснотковые); на вершине завязи в виде особой трубчатой структуры (астровые); на особых органах — медовиках; иногда нектарниками являются видоизменённые тычинки, или стаминодии (барбарисовые, мотыльковые, княжик, ломонос:35). У однодольных нектарники часто находятся в выемках, или септах, завязи и имеют вид кармашков с железистой внутренней поверхностью. Если они глубоко погружены в завязь, то имеют выходные каналы, ведущие к поверхности завязи.
Секреторная ткань нектарников формируется либо эпидермой, либо субэпидермальной тканью. К секреторной ткани обычно примыкает проводящая. Выводится нектар через особые устьица или непосредственно через стенку клетки при разрыве кутикулы.
Являясь видоизменёнными лепестками или тычинками, нектарники играют важную роль в перекрёстном опылении растений.
У орхидных нектарники обычно принимают форму шпорца, нектарной ямки или небольшого канальца, расположенного между основанием колонки и губы.
Существует предположение, что нектарники появились ещё до возникновения цветковых растений — у беннетитовых, относящихся к голосеменным; функцию нектарников у них выполняли секреторные структуры в базальной части микростробилов. Изучение учёными Палеонтологического института имени А. А. Борисяка РАН находки длиннохоботковой мухи-шаровки (лат. Archocyrtus kovalevi) возрастом 160 млн лет (за 40—45 млн лет до первых цветковых растений) в конце 2010-х привело ко мнению, что этим хоботком она доставала нектар из шишек беннетитовых, множество таких шишек вида Williamsoniella karataviensis найдено там же, где и упомянутая муха.